# Swiss Open 1974
Die Swiss Open 1974 im Badminton fanden vom 9. bis zum 10. März 1974 in Lausanne statt. Es war die 13. Austragung der internationalen Titelkämpfe im Badminton in der Schweiz.

## Titelträger
| Disziplin    | Sieger                             |
| ------------ | ---------------------------------- |
| Herreneinzel | Roy Díaz González                  |
| Dameneinzel  | Barbara Lord                       |
| Herrendoppel | Ricardo Jaramillo Jorge Palazuelos |
| Damendoppel  | Barbara Lord Deirdre Tyghe         |
| Mixed        | Roy Díaz González Deirdre Tyghe    |

## Finalresultate
| Disziplin    | Sieger                             | Finalist                        | Ergebnis           |
| ------------ | ---------------------------------- | ------------------------------- | ------------------ |
| Herreneinzel | Roy Díaz González                  | Edy Andrey                      | 15–3, 15–4         |
| Dameneinzel  | Barbara Lord                       | Hanke de Kort                   | 11–4, 11–0         |
| Herrendoppel | Ricardo Jaramillo Jorge Palazuelos | Roy Díaz González Claude Bovard | 15–9, 6–15, 15–12  |
| Damendoppel  | Barbara Lord Deirdre Tyghe         | Hanke de Kort Hennie Wesdorp    | 15–6, 15–2         |
| Mixed        | Roy Díaz González Deirdre Tyghe    | Guus de Vogel Hanke de Kort     | 12–15, 15–4, 15–11 |